# Chlosyne definita
Chlosyne definita es una mariposa de la familia Nymphalidae, que fue descrita originalmente bajo el nombre científico Melitaea definita por Aaron, en 1885.

## Descripción
Ventralmente las alas son de color pardo oscuro; en dentro de la cédula discal presenta tres manchas anaranjadas, la que se ubica en el centro es más clara. En la región postdiscal y submarginal presenta  manchas rectangulares desde la celdas A2 hasta la celda R3 de color anaranjado, que a veces se parten o tienen forma de reloj de arena. En la región submarginal tiene una serie de manchas redondas de color anaranjado-amarillas. En el borde presenta pelos negros y blancos (al final de las celdas son blancos). Las alas posteriores en su vista dorsal son de color pardo oscuro. Dentro de la celda discal en su parte externa (donde parten las venas) presenta una mancha anaranjada. En la región postdiscal proximal presenta una banda compuesta de una serie de manchas redondas de color beige. También presenta una serie de manchas cuadrangulares de color anaranjado en la región postdiscal interna. Y otra serie de manchas redondas más pequeñas de color beige en la región submarginal.  
En el centro de la celda anal presenta presenta manchado de escamas de color beige. Y una mancha anaranjada a la altura de la región central o discal. En el borde del margen anal y en el centro de las celdas del margen externo presenta pelos blancos, y pelos negros al final de la venas. Las venas son de color negro. Cabeza, tórax y abdomen son de color negro, y entre cada segmento del abdomen presenta pelos claros. Ventralmente  las alas son con fondo de color negro, en el área de la celda discal presenta escamas de color anaranjado, con dos líneas con escamas negras. desde el área postdiscal hasta la región submarginal presenta manchas translucidas rectangulares de color anaranjado cubriendo casi toda la celdas. En la región submarginal presenta serie de manchas blancas triangulares. Las alas posteriores en su vista ventral,  presenta serie de manchas blancas (en forma de bandas) que cubre gran parte del ala, el fondo del ala es de color negro por lo que se forman  varias “líneas” negras.  En el área discal o central presenta una mancha anaranjada. En las celdas M1-M2,  M2-M3 en la región posdiscal proximal presenta una mancha bicolor anaranjada con blanco en cada celda.
Los palpos presentan pelos blancos y anaranjados. El tórax es de color negro con pelos blancos, y el abdomen es de color blanco con dos líneas negras. Las patas son de color anaranjado y las antenas de color negro. Ambos sexos son similares en el patrón de manchas, sin embargo en el macho puede haber un manchado con escamas anaranjadas invadiendo el negro de fondo.

## Distribución
Habita desde Estados Unidos, raramente en el sur de Arizona, Texas al centro y noreste de México. En México se ha registrado en los estados de  México, Hidalgo, Querétaro, Veracruz, San Luis Potosí, Tamaulipas, Durango y Nuevo León.

## Hábitat
Vive en sitios perturbados con manchones de vegetación original de selva alta perennifolia, selva mediana o baja perennifolia, selva alta o mediana subperennifolia. Selva baja espinosa perennifolia. También se le ha  reportado en colinas desérticas o aberturas en matorrales espinosos, o colinas arbustivas del desierto.

## Estado de conservación
Se conoce solo para unos pocos estados de la república mexicana, particularmente donde se distribuye la planta de alimentación de la oruga. En Texas se ha reportado en Stenandrium barbatum, (Acanthaceae) como planta nutricia (ver, Warren, A. D. et al 2016).4 No se encuentra enlistada en la NOM-059.